# Уэбер, Мэри Эллен
Мэ́ри Элле́н Уэ́бер (англ. Mary Ellen Weber; род. 1962) — астронавт НАСА. Совершила два космических полёта на шаттлах: STS-70 (1995, «Дискавери») и STS-101 (2000, «Атлантис»), учёный.

## Личные данные и образование

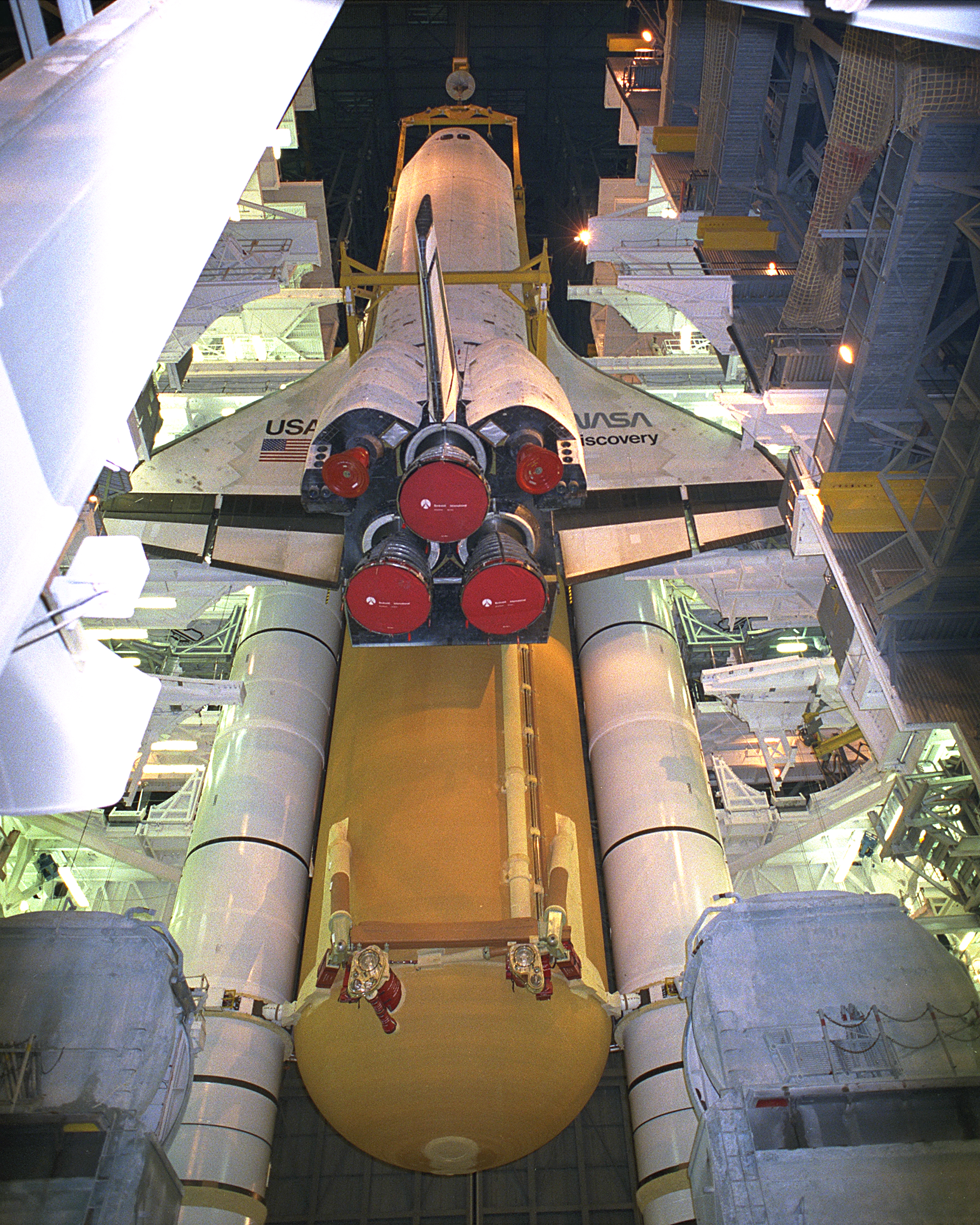
STS-70 в монтажном корпусе.

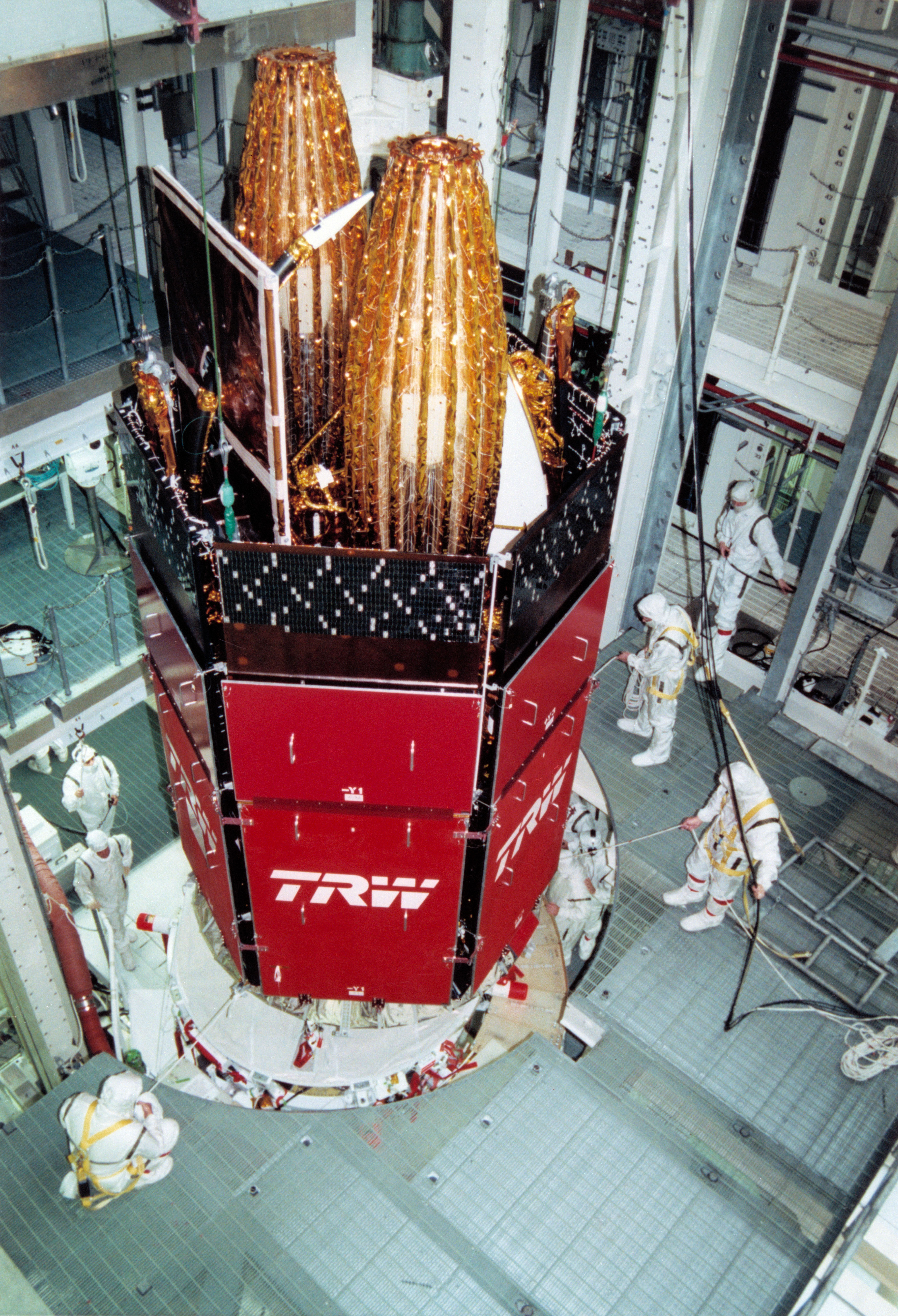
STS-70: спутник TDRS-G в сборочном цехе.

Мэри Уэбер родилась 24 августа 1962 года в городе Кливленд, штат Огайо, но своим родным считает город Бэдфорд-Хайтс, в том же штате, где в 1980 году окончила среднюю школу. В 1984 году получила степень бакалавра в области химии в Университете имени Пердью, штат Индиана. В 1988 году получила степень магистра в области химической инженерии в Калифорнийском университете в Беркли.
Она замужем за Джеромом Л. Элькиндом, он из города Байон, штат Нью-Джерси. Она увлекается прыжками с парашютистом, а также любит подводное плавание и полёты. Её мать, Джоан Уэбер, проживает в городе Мэнтор, штат Огайо, её отец, Эндрю Уэбер, младший, умер.

## До НАСА
Будучи студентом, Вебер была стажёром в области химического машиностроения в компаниях «Delco Electronics» (дочерняя фирма «Дженерал Моторс») в штате Огайо и в «3M». В своей докторской диссертации в Беркли, она исследовала физику химических реакций с участием кремния. В «Texas Instruments» она исследовала новые материалы и оборудование для изготовления компьютерных чипов в консорциуме Sematech и в «Applied Materials». У неё один патент и девять публикаций в научных журналах.

## Подготовка к космическим полётам
31 марта 1992 года была зачислена в отряд НАСА в составе четырнадцатого набора, кандидатом в астронавты. Стала проходить обучение по курсу Общекосмической подготовки (ОКП). По окончании курса, в июле 1993 года получила квалификацию «специалист полёта» и назначение в Офис астронавтов НАСА. Её технические задания в рамках работы в группе кандидатов в астронавты: оказание помощи в медицинской обработке шаттлов перед запуском в Центре космических исследований имени Кеннеди, штат Флорида, работа с полезной нагрузкой и робототехникой. В области административных заданий: она была председателем Совета по закупкам в рамках биотехнологических контрактов.

## Полёты в космос
- Первый полёт — STS-70[11], шаттл «Дискавери». C 13 по 22 июля 1995 года в качестве «специалиста полёта». Экипаж выполнил различные эксперименты и вывел на орбиту шестой и последний спутник НАСА для слежения и ретрансляции данных. Продолжительность полёта составила 8 суток 22 часа 21 минуту[12].
- Второй полёт — STS-101[13], шаттл «Атлантис». C 19 по 29 мая 2000 года в качестве «специалиста полёта». Основной задачей миссии была доставка на Международную космическую станцию (МКС) расходуемых материалов и оборудования и ремонт электрооборудования модуля «Заря». Материалы и оборудование, доставляемое на станцию, были размещены в сдвоенном транспортном модуле «Спейсхэб», который располагался в грузовом отсеке шаттла. Во время полёта астронавты выполнили один выход в открытый космос 22 мая 2000 года. Продолжительность полёта составила 9 суток 20 часов 10 минут[14].

Общая продолжительность полётов в космос — 18 дней 18 часов 30 минут.

## После полётов
Уволилась из НАСА в декабре 2002 года.
В декабре 2002 года в Южном методистском университете получила степень магистра в области делового администрирования. Занималась законодательными вопросами в штаб-квартире НАСА, в качестве связующего звена с Конгрессом США.
По состоянию на январь 2014 года Уэбер сотрудничает в качестве консультанта и спикера с STELLAR Strategies, LLC — компанией в сфере альтернативных источников энергии.

## Награды и премии
Награждена: Медаль «За космический полёт» (1995 и 2000) и другие.